# Takalahti
Takalahti är en sjö i Finland. Den ligger i kommunen Kemi i landskapet Lappland, i den norra delen av landet, 600 km norr om huvudstaden Helsingfors. Takalahti ligger någon enstaka meter över havet. Den ligger på ön Ajos. Arean är 12,7 hektar och strandlinjen är 2,99 kilometer lång. Sjön  ingår i Egentliga Bottenvikens avrinningsområde. 